# Fritz Moser (Sportler)
Fritz Moser (* 11. Februar 1901; † 10. September 1978) war ein österreichischer Eisschnellläufer und Ruderer.

## Werdegang
Moser, der für den Wiener Eislauf-Verein und als Ruderer für den RV Donauhort startete, wurde im Jahr 1925 österreichischer Meister im Mehrkampf und nahm an der Mehrkampf-Europameisterschaft 1925 in St. Moritz teil, die er aber vorzeitig beendete. Im Januar 1927 errang er den zweiten Platz bei der österreichischen Meisterschaft im Mehrkampf. Im Winter 1927/28 lief er bei der Mehrkampf-Weltmeisterschaft 1928 in Davos auf den 16. Platz und bei den Olympischen Winterspielen 1928 in St. Moritz auf den 27. Platz über 5000 m, auf den 18. Rang über 500 m, sowie auf den 16. Platz über 1500 m. Im folgenden Jahr wurde er Achter bei der Mehrkampf-Europameisterschaft in Davos und wie im Vorjahr Dritter bei der österreichischen Meisterschaft. Auch im Januar 1931 errang er bei der österreichischen Meisterschaft im Mehrkampf den dritten Platz. In der Saison 1931/32 kam er bei der Mehrkampf-Europameisterschaft in Davos auf den sechsten Platz und bei der österreichischen Meisterschaft auf den fünften Rang.
Im Rudern wurde Moser im Jahr 1936 zusammen mit Hermann Kubik österreichischer Meister im Doppelzweier und nahm bei den Olympischen Sommerspielen 1936 in Berlin teil, wo er im Doppelzweier im Halbfinale ausschied.

## Persönliche Bestleistungen
| Disziplin | Zeit        | Datum            | Ort   |
| --------- | ----------- | ---------------- | ----- |
| 500 m     | 45,8 s      | 1. Februar 1931  | Davos |
| 1000 m    | 1:38,4 min  | 22. Februar 1932 | Wien  |
| 1500 m    | 2:23,0 min  | 1. Februar 1931  | Davos |
| 5000 m    | 8:48,7 min  | 1. Februar 1931  | Davos |
| 10000 m   | 18:41,4 min | 19. Januar 1929  | Davos |